# Interleukine 4

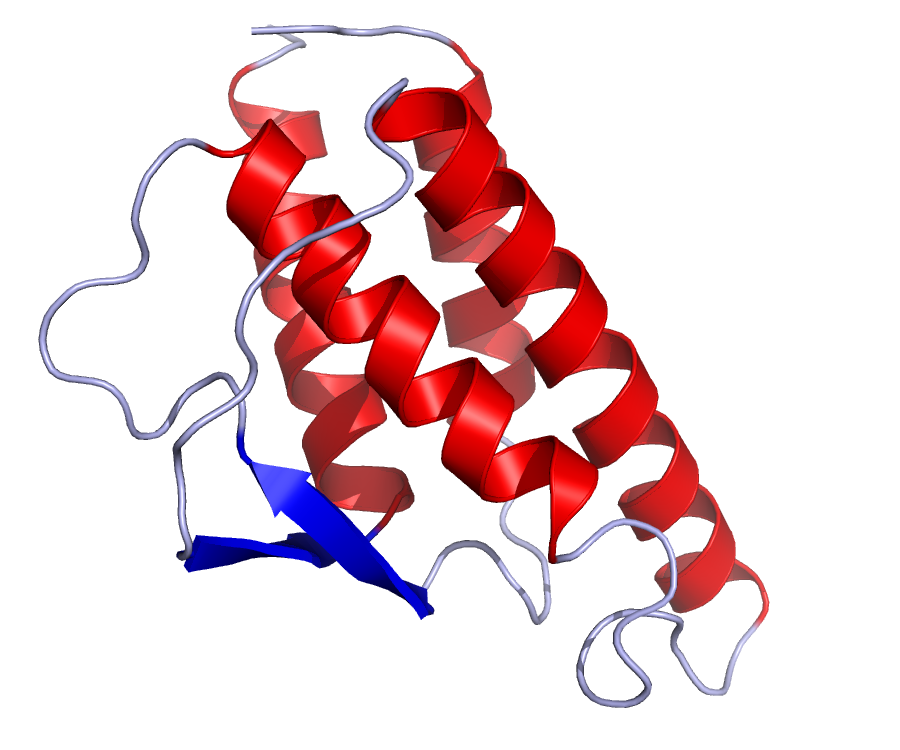
Structure de l'Interleukine 4 déterminée par cristallographie.

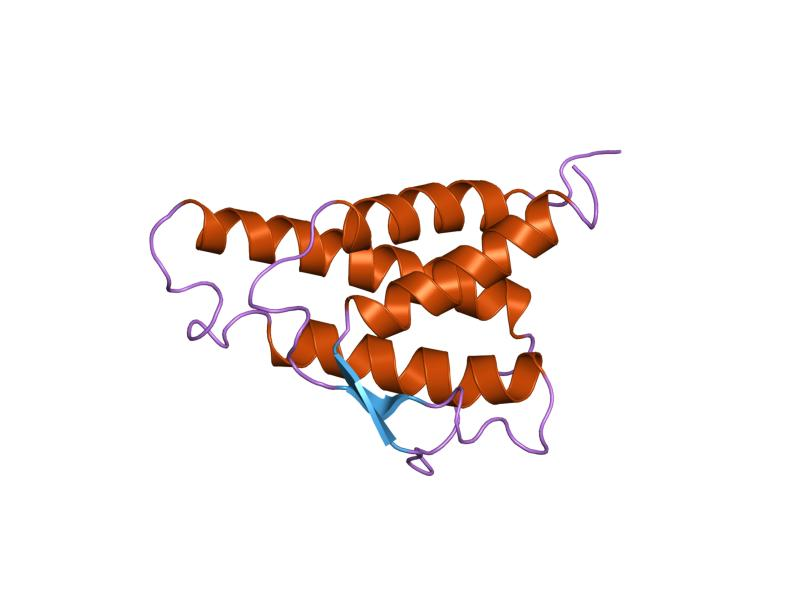
Structure de l'IL-4 en solution, déterminée par RMN 3D hétéronucléaire.

L’Interleukine 4 ou IL-4 est une cytokine dont le rôle est d'induire la différenciation des lymphocytes T auxiliaires naïfs (lymphocytes Th0) en lymphocytes Th2. Après avoir été activés par l'IL-4, les cellules Th2 se mettent elles-mêmes à produire de l'IL-4.
Leur récepteur s'appelle le récepteur de l'interleukine 4.
La cellule qui produit initialement l'IL-4 permettant la différenciation des Th0 n'a pas encore été clairement identifiée, même si des études récentes suggèrent que les polynucléaires basophiles sont les cellules effectrices.
L'interleukine 4 est très proche de l'interleukine 13 qui a des effets similaires.

## Structure
l'IL-4 est repliée de façon compacte et globulaire, comme beaucoup d'autres cytokines. Sa structure est stabilisée par trois ponts disulfures. Un ensemble de quatre hélices alpha orientées vers la gauche constitue la moitié de la protéine.
Les hélices sont anti-parallèles et accolées à un feuillet béta formé de deux brins anti-parallèles.

## Fonctions
L'interleukine 4 a des nombreux rôles biologiques :
- Stimulation des lymphocytes B activés, et leur différenciation en plasmocytes,
- Prolifération des lymphocytes T,
- Régulation de l'immunité humorale et adaptative,
- Induction de la commutation isotypique des lymphocytes B vers les IgE ou les IgG4
- Amplification de l'expression du complexe majeur d'histocompatibilité de type II.
- Diminution de la production de Th1, de macrophages, d'interféron gamma et de cellules dendritiques.

Une production excessive d'IL-4 est associée aux allergies.

### Rôle dans l'inflammation et la cicatrisation
Les macrophages tissulaires ont un rôle important dans l'inflammation chronique et la cicatrisation. La présence d'IL-4 dans les tissus extravasculaires entraine une activation alternative des macrophages en cellules M2 plutôt qu'en cellules M1. Cette augmentation des M2 s'accompagne de la sécrétion d'IL-10 et de TGF-beta (en) qui aboutit à la diminution de l'inflammation pathologique. La libération d'arginase, de proline et de polyaminases par le M2 activé est impliqué dans la cicatrisation et la fibrose.

## Signification clinique
Il a aussi été montré que l'IL-4 joue un rôle dans la mitogenèse, la dédifférenciation cellulaire et le processus de métastase du rhabdomyosarcome.

## Découverte
Cette cytokine a été découverte par Maureen Howard et William Paul ainsi que l'équipe d'Ellen Vitetta en 1982.
La séquence de nucléotides correspondant à l'IL-4 humaine a été isolée quatre ans après, confirmant sa similarité avec une protéine de souris nommée B-cell stimulatory factor-1 (BCSF-1).

## Cible thérapeutique
Le dupilumab est un anticorps monoclonal se fixant et inhibant le récepteur de l'interleukine 4.